# Gouesnou
Gouesnou är en kommun i departementet Finistère i regionen Bretagne i västra Frankrike. Kommunen ligger i kantonen Brest-L'Hermitage-Gouesnou som tillhör arrondissementet Brest. År 2022 hade Gouesnou 6 412 invånare.

## Befolkningsutveckling
Antalet invånare i kommunen Gouesnou
Referens:INSEE